# George Lamsa

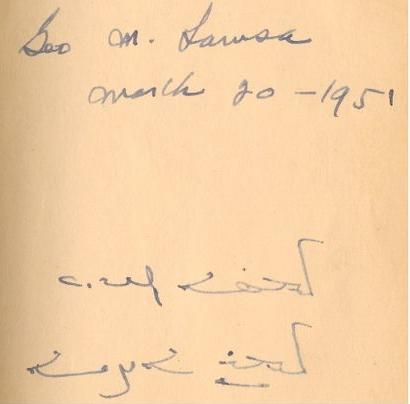
Lamsas signatur

George Mamishisho Lamsa, född 5 augusti 1892 i Mar Bishu, nuvarande Turkiet, död 22 september 1975. George Mamishisho Lamsa var av assyriskt/syrianskt ursprung och översatte Nya Testamentet från syriska till engelska. Han var en kontroversiell teolog.
Lamsa var medlem av Öst-Syriska kyrkan, och förespråkade Peshittabibelns överhet över andra bibeltexter. Han lät därför översätta den syriskt skrivna Bibeln till engelska, och menade att hans översättningar låg närmare originalet. Ett av hans argument var att Jesus talade arameiska. Flera teologer är emellertid av den uppfattningen att Nya testamentets texter skrevs av grekisktalande icke-judar, och bestrider Lamsas åsikt. Vidare anförs att den syriska och den palestinska skiljer sig åt, även vad beträffar skrivsätt.
Gamla Testamentet var skrivet på hebreiska, ansåg Lamsa, men originalet försvann och den masoretiska texten som finns kvar bygger på en arameisk översättning av det förlorade originalet. Dödahavsrullarna verkar dock motsäga Lamsas teori.
En markant och betydelsefull skillnad mellan Lamsas översättning av evangelierna och de västerländska som bygger på de grekiska texterna, är orden Jesus uttalade på korset: Eli, Eli, lama sabachthani, Min Gud, min Gud, varför har du övergivit mig? i Markusevangeliet 15:34. Översatt från arameiska var Jesus ord i stället: Min Gud, min Gud, till detta sparades jag!, vilket enligt Lamsa betyder: "detta var mitt öde".
På svenska finns Markusevangeliet översatt 1975 i Från Jesu eget språk från Lamsas engelska översättning, av Erik Martinsson.